# ホジェル・クルグ・ゲデス
ホジェル・ゲデス（Róger Guedes）ことホジェル・クルグ・ゲデス（ポルトガル語: Róger Krug Guedes、1996年10月2日 - ）は、ブラジルのサッカー選手。アル・ラーヤンSC所属。ポジションはFW。

## クラブ歴
グレミオFBPAの下部組織に在籍したが2010年末で放出された。2011年にクリシューマECの下部組織に移籍した。
2014年11月23日のカンピオナート・ブラジレイロ・セリエAでハーフタイムに投入され、トップチーム初出場。この試合でクレーベル・サンタナの得点をアシストし、試合を引分に持ち込んだ。12月6日に初得点を記録し、1-1の同点に持ち込んだが、追加点を決められて敗北した。2015年にトップチームに昇格した。
2016年4月5日に5年契約でSEパルメイラスに移籍。250万レアルで彼の所有権の25%を買い取った。14日後にカンピオナート・パウリスタでアレクサンドロに代わって投入され、移籍後初出場。5月14日に移籍後初得点。2017年1月31日に契約を更新し、違約金を引き上げた。
2017年12月27日にアトレチコ・ミネイロに1シーズンの契約でマルコス・ホーシャとともに期限付き移籍。
2018年7月13日に中国サッカー・スーパーリーグの山東魯能泰山足球倶楽部に1年の契約で期限付き移籍、960万ユーロでの買取オプションがついている契約となった。7月28日に移籍後初出場。
2021年8月27日、SCコリンチャンス・パウリスタへの加入が発表される。2025年末までの契約でさらに1年の延長オプションが付帯する。
2023年8月9日、アル・ラーヤンSCに移籍した。